# Oczywista omyłka
Oczywista omyłka – bezsporna, niezamierzona, często drobna, ale istotna pomyłka w dokumencie (np. literówka w nazwisku), która zazwyczaj może być sprostowana na drodze uproszczonej (na przykład:
- bez udziału strony, której dotyczy;
- na niejawnym posiedzeniu sądu;
- przez zamawiającego w toku badania ofert wykonawców zamówienia publicznego itp.).

Termin prawno-administracyjny funkcjonujący w polskim prawodawstwie (kodeksie postępowania administracyjnego, kodeksie postępowania cywilnego, kodeksie postępowania karnego, przepisach skarbowych, przepisach celnych, przepisach o zamówieniach publicznych), o znaczeniu zależnym od kontekstu, w którym występuje; w większości przepisów nie zdefiniowany explicite.
Podstawa prawna:
- art. 113 § 1 kodeksu postępowania administracyjnego:

Organ administracji publicznej może z urzędu lub na żądanie strony prostować w drodze postanowienia błędy pisarskie i rachunkowe oraz inne oczywiste omyłki w wydanych przez ten organ decyzjach.

- art. 350 kodeksu postępowania cywilnego:

§ 1. Sąd może z urzędu sprostować w wyroku niedokładności, błędy pisarskie albo rachunkowe lub inne oczywiste omyłki.

§ 2. Sprostowanie sąd może postanowić na posiedzeniu niejawnym; o sprostowaniu umieszcza się wzmiankę na oryginale wyroku, a na żądanie stron także na udzielonych im wypisach. Dalsze odpisy i wypisy powinny być zredagowane w brzmieniu uwzględniającym postanowienie o sprostowaniu.

§ 3. Jeżeli sprawa toczy się przed sądem drugiej instancji, sąd ten może z urzędu sprostować wyrok pierwszej instancji.

- art. 105 § 1 kodeksu postępowania karnego:

Oczywiste omyłki pisarskie i rachunkowe oraz w obliczeniu terminów w orzeczeniu lub zarządzeniu albo w ich uzasadnieniu można sprostować w każdym czasie.

- art. 223 ust. 2 prawa zamówień publicznych:

2. Zamawiający poprawia w ofercie:
1) oczywiste omyłki pisarskie,
2) oczywiste omyłki rachunkowe, z uwzględnieniem konsekwencji rachunkowych dokonanych poprawek,
3) inne omyłki polegające na niezgodności oferty z dokumentami zamówienia, niepowodujące istotnych zmian w treści oferty – niezwłocznie zawiadamiając o tym wykonawcę, którego oferta została poprawiona.